# 303 (فلم)
303 هو فيلم ألماني صدر عام 2018 من إخراج المخرج النمساوي هانز وينجارتنر ومن بطولة مالا امدي وانطون سبيكر . وترشح لجائزة أفضل فيلم في مهرجان برلين السينمائي.

## ملخص القصة
تدور قصة الفيلم حول شاب (انطون سبيكر) عندما يلتقي بجولي (مالا امدي) ويطلب منها أن تأخذه معها في حافلتها فتنشئ بينهما علاقة عاطفية .

## وصلات خارجية
303 على قاعدة بيانات الأفلام على الإنترنت